# Bernat Lavaquiol i Colell
Bernat Lavaquiol i Colell   (la Seu d'Urgell, 1994) és un enginyer agrònom i forestal català, exregidor de la Candidatura d'Unitat Popular a l'Ajuntament de la Seu d'Urgell. És conegut per ser un dels portaveus de la plataforma Stop JJOO 2030, creada per a oposar-se a la celebració dels Jocs Olímpics d'Hivern Barcelona-Pirineus 2030.
A finals de març de 2024, es va anunciar que encapçalaria la candidatura de la CUP-DT per la circumscripció de Lleida a les eleccions al Parlament de Catalunya del mateix any, per a la qual no va obtenir escó.